# Bairros de Buenos Aires

Bairros da cidade de Buenos Aires.

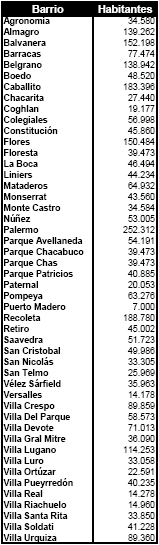
Distribuição de habitantes por bairro (dados de 2007).

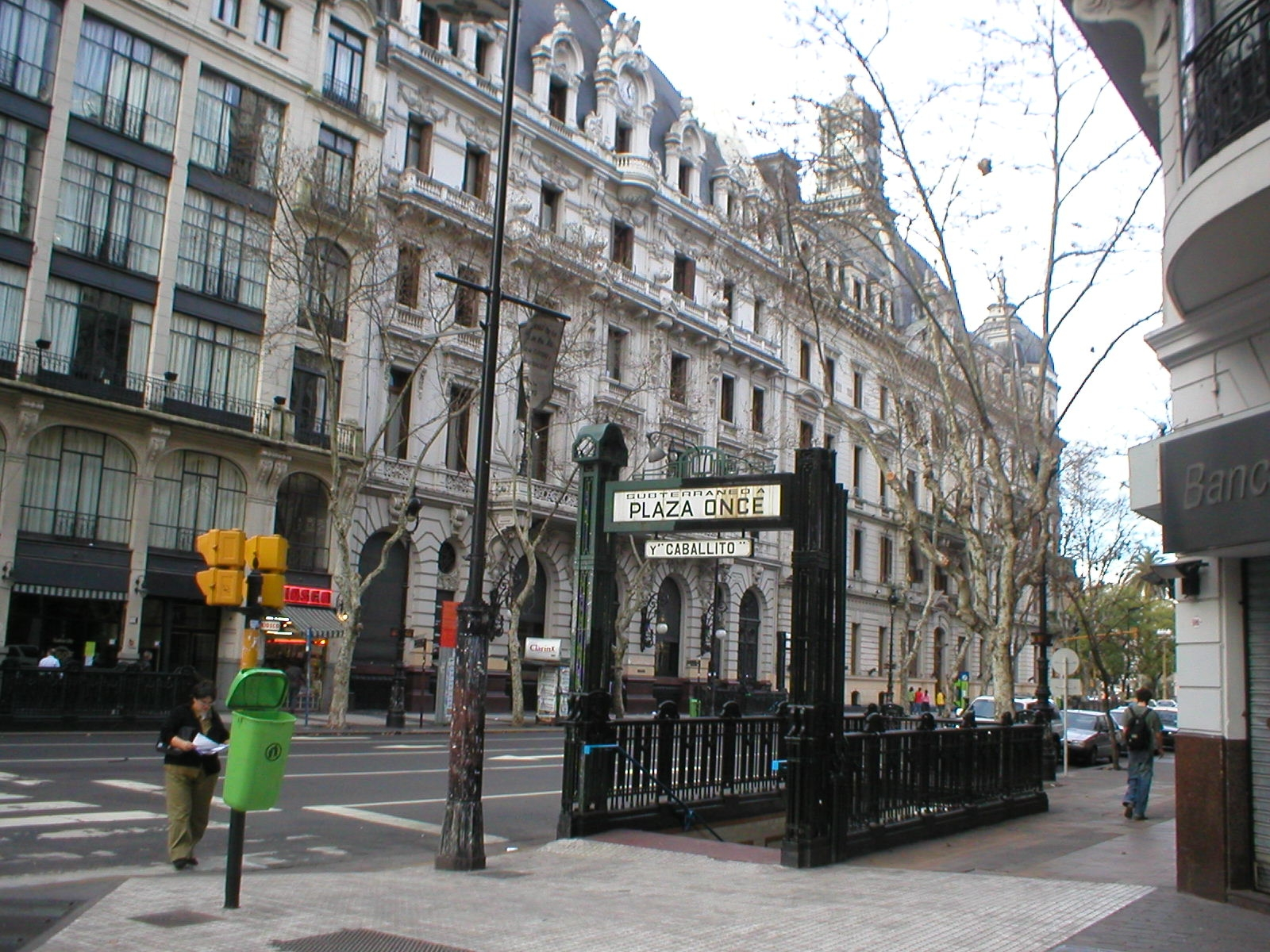
Avenida de Mayo, no bairro de Monserrat (centro).

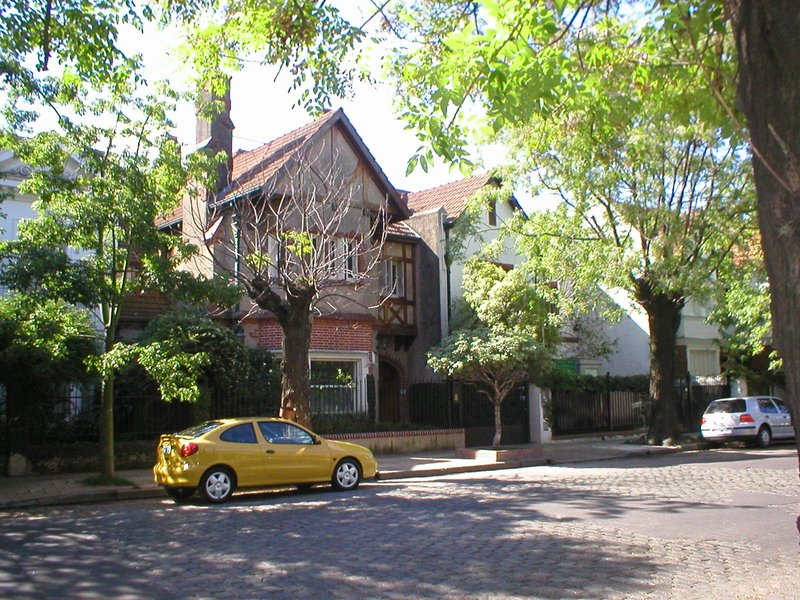
Casas no bairro de Belgrano.

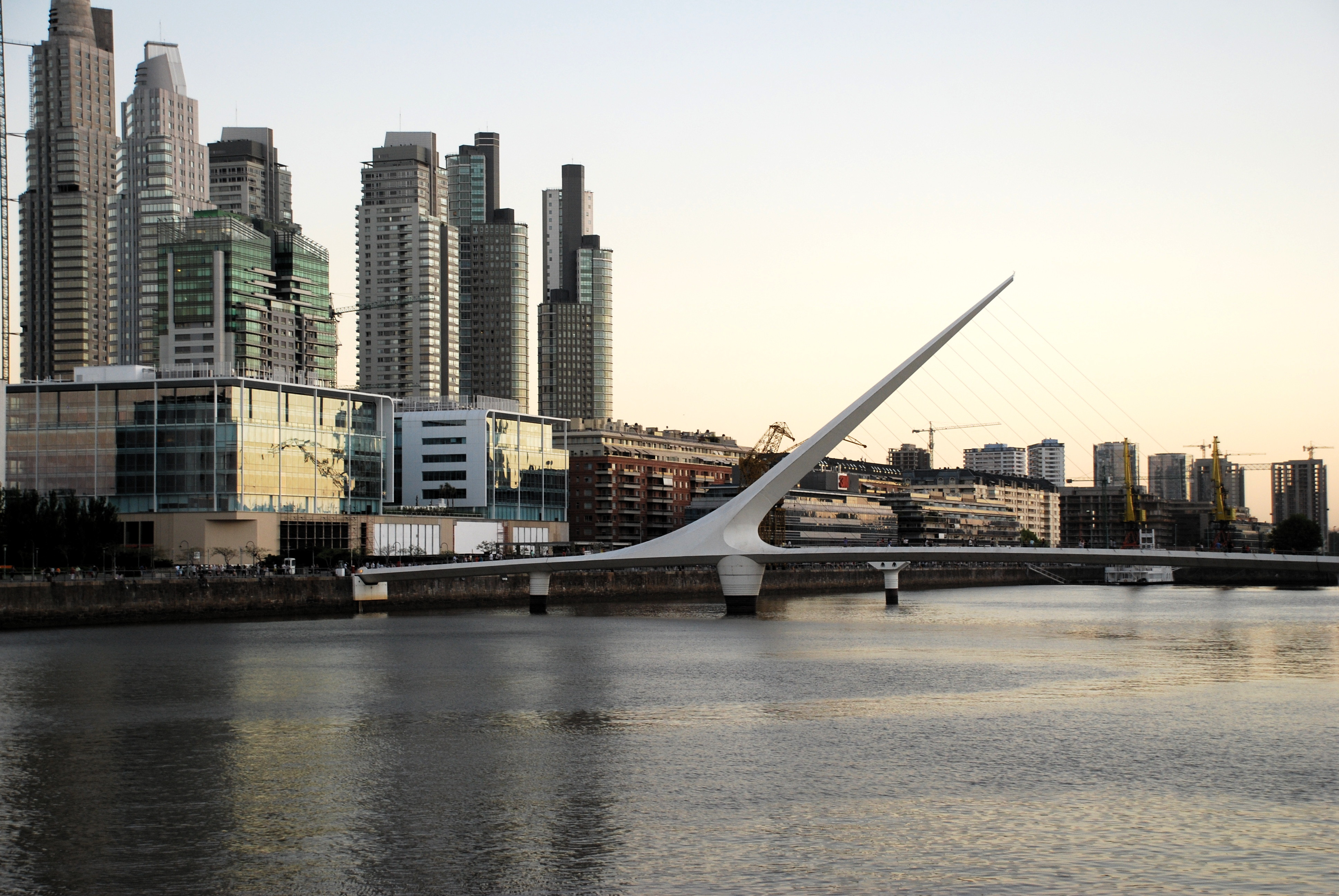
Puente de la Mujer, bairro de Puerto Madero.

A cidade de Buenos Aires está dividida em 48 bairros:
- Agronomía
- Almagro
- Balvanera
- Barracas
- Belgrano
- Boedo
- Caballito
- Chacarita
- Coghlan
- Colegiales
- Constitución
- Flores
- Floresta
- La Boca
- La Paternal
- Liniers
- Mataderos
- Monte Castro
- Montserrat
- Nueva Pompeya
- Nuñez
- Palermo
- Parque Avellaneda
- Parque Chacabuco
- Parque Chas
- Parque Patricios
- Puerto Madero
- Recoleta
- Retiro
- Saavedra
- San Cristóbal
- San Nicolás
- San Telmo
- Vélez Sársfield
- Versalles
- Villa Crespo
- Villa del Parque
- Villa Devoto
- Villa Lugano
- Villa Luro
- Villa Mitre
- Villa Ortúzar
- Villa Pueyrredón
- Villa Real
- Villa Riachuelo
- Villa Santa Rita
- Villa Soldati
- Villa Urquiza